# Jaime II da Escócia
Jaime II (Edimburgo, 16 de outubro de 1430 – Roxburgo, 3 de agosto de 1460) foi o Rei da Escócia de 1437 até sua morte. Era filho de Jaime I e Joana Beaufort, ascendendo ao trono aos seis anos após o assassinato de seu pai.

## Infância e adolescência
Ao se tornar rei, o choque pelo assassinato de seu pai Jaime I da Escócia ainda perdurava. Os assassinos foram mutilados, o menino de seis anos coroado na abadia de Holyrood dando fim à tradição que os reis, desde Kenneth I, eram coroados em Scone. Governaram os regentes do clã Douglas até 1449, quanto tomou o poder. Foi educado em Edimburgo, e mais tarde determinou que a cidade seria de novo capital da Escócia, como o é ainda hoje.
Assim que o pai morreu, sua mãe o levou para o castelo de Edimburgo, entregando-o à custodia de sir Alexander Livingstone. A Escócia naquela época era governada por dois clãs rivais, dos Chrichton e dos Livingstone. Sem um rei forte, os magnatas detinham o poder e a custódia do menino oscilou de Sir William Crichton (governador do castelo de Edimburgo) a Livingston, governador do castelo de Sirling. O 5.º Conde de Douglas foi nomeado Tenente General do Reino e a disputa passou a ser entre ele e Crichton, Chanceler. Depois de dois anos, o Lorde Chanceler Crichton se recusou as pessoa verem o menino.  Joana, sua mãe, planejou mudá-lo então e deixou o castelo, chorosamente, pedindo a Crichton tomar bem conta do filho. Sem que Crichton soubesse, tinha escondido o filho rei dentro de um baú e o carregou escondido para fora das muralhas. Foi levado a Stirling para Lorde Livingstone. Antes de muito tempo, Livingstone estava usando o menino do mesmo modo e sua família começou a monopolizar cargos, poder, acesso ao Rei. Jaime era um peão, um prisioneiro nas mãos dos senhores rivais, desejosos de governar em seu nome.
A Rainha Joana acabou roubando-o de novo e voltou a Crichton. Livingstone os seguiu com seus homens e a guerra civil parecia iminente. Os dois lados foram reconciliados por alguns Bispos que os encorajaram a fazer guerra aos Douglas. O Tenente Geral Governador conde de Douglas morrera, deixando dois filhos tidos como inimigos do trono. Crichton (o guardião do castelo de Edimburgo) e Livingstone (guardião do castelo de Stirling) assassinaram o sexto conde de Douglas (bisneto de Roberto III) e seu irmão no Grande Hall de Edimburgo, onde estavam como convidados a um banquete. James II assistiu a tudo, ele que gostava tanto de seus parentes, e com ele dois de seus irmãos mais novos. A cabeça de um boi preto tinha sido trazida à mesa, no banquete. Ora, pelos costumes escoceses, o fato anunciava a morte do convidado principal. Jaime suplicou pelas vidas dos dois Douglas, mas foram degolados no que ficou sendo chamado o Jantar Negro de 1440. Tinha-se medo de um golpe, dos Douglas.

## Governo enfim
Sobreviveu à luta civil da primeira metade do reinado e emergiu como um soberano, consolidando seu poder sobre a Escócia. Como único filho sobrevivente de Jaime I da Escócia, sucedeu ao trono com seis anos de idade pelo assassinato do pai (fevereiro de 1437). A forte autoridade central que o pai estabelecera rapidamente desmoronou. Na decorrente alvoroço, três famílias rivais - os Crichton, os Livington e os Douglas - lutaram para ganhar o controle do jovem rei.
Ao tomar o comando, Jaime decidiu retomar o controle sobre os magnatas, pois a Escócia se dividia entre diversos males: falta de respeito à lei, praga, peste e fome desde a morte de Jaime I. Em 1449, tomou medidas contra os Livingstons e seus aliados os chamados Douglas Negros, e depois de os vencer, tomou as terras dos Douglas em 1455, fortalecendo a posição do rei. Na luta contra o poder dos Douglas, em 1452 apunhalou ele próprio, num acesso de raiva, o oitavo conde de Douglas, Guilherme ou William, no castelo de Stirling. Era dos homens mais poderosos do país e se recusava a denunciar o quarto conde de Crawford, chamado o Conde Tigre ou Tiger Earl, e o quarto conde de Ross também quarto Senhor ou Lord of the Isles. Douglas  e seus três irmãos se haviam aliado a esses chefes do Norte. Quis com isso dar um exemplo aos que perturbavam a ordem. Mandou executar também dois dos líderes entre os Livingstone. Venceu os Douglases em Arkinholm. Dois dos irmãos mais novos de Douglas caíram em batalha e Douglas fugiu para a Inglaterra e com isso, a grande Casa do Douglas Negro tinha caído, o que significou um ponto de mudança importante na sorte da monarquia escocesa.
Outro texto diz: James assumiu outros deveres ao desposar Maria de Gueldres em 1449. Sua primeira medida foi a restauração da autoridade. Tomou as propriedades da família Livingston e manteve dúbia paz com o clã dos Douglas até 1450, quando se desentendeu com Guilherme ou William, 8° conde de Douglas. Em fevereiro de 1452, condenou-o à morte. Três anos mais tarde, James demoliu os castelos da família e confiscou suas vastas terras cujo rendimento lhe permitiu criar  forte governo central e aperfeiçoar a administração da justiça.
Apagam-se as dissensões a partir de 1455 embora tenha feito concessões às famílias Campbell, Gordon e Hamilton. Foi assim capaz de impor a ordem e governar em paz. Um ato de  1456 autorizava o Rei a requerer de grandes barões um carro de guerra que levasse dois canhões duplos e treinar artilheiros. Conseguiu artilharia com sua própria noiva Maria, cujo castelo - recebido como dote ao se casar com o rei - intitulado Ravenscraig, se tornou o primeiro castelo na Escócia a possuir um canhão.
Embora sempre ocupado com seus guerras, seu reinado ficou marcado por importante legislação social. Um ato de  1450 garantia a posição de um agricultor ou sobre terras passadas a outro senhor. 
Também é lembrado porque tentou proibir o popular jogo de golfe em 1457, decreto universalmente ignorado pelo povo.
Sua atenção se voltou para os ingleses, que recomeçaram a desejar a Escócia. Atacou postos fronteiriços em 1456 e 1460. Tinha começado a se intrometer nas lutas entre as casas de York e de Lancaster, na Inglaterra: atacou em 1460 a Inglaterra e sitiava Roxburgh. Morreu ao explodir um canhão que ele próprio inspecionava. Tentava recuperar dos ingleses esses dois castelos (Roxburgh e Berwick). Os canhões começavam a entrar em batalhas e ele tinha orgulho dos seus e de sua guerra mecanizada! Um de seus canhões, chamado Mons Meg, ainda se vê no castelo de Edimburgo.

### Casamento
Casou em julho de 1449 na abadia de Holyrood, em Edimburgo, com sua parenta Maria de Gueldres (morta em 1463) de quem teve pelo menos oito filhos. Sobrinha de Filipe o Bom Duque da Borgonha, era filha de Arnulfo II, Duque de Gueldres (por sua vez filho de João II (1385-1451) Conde e príncipe do Império, e de Maria, filha de João, senhor de Arkel, e Joana de Gueldres. Outro irmão de Arnulfo era Guilherme I, Conde de Egmont. Viúva, ela casou com Adão Hepburn.
Adquiriu alguns o dos canhões pelos quais os Países Baixos eram famosos. Ela agiu como regente durante um tempo, durante a menoridade de Jaime III, pois o marido morreu como resultado de acidente aos 30 anos. Cristã devota, fundou a igreja chamada Trinity College Church na Royal Mile de Edimburgo (c.1460).

## Posteridade
- 1- Jaime III da Escócia.
- 2 - Alexandre Stuart, Duque de Albany.
- 3 - John Stewart, Conde ou Earl of Mar. Morto em 1479 em Craigmillar, era conde de Mar e conde de  Garioch.  Preso com o irmão Alexander, duque de Albany pelo rei, em 1479. Desconfiando do irmão, que era rei mas desprezava a nobreza tradicional e queria, especialmente, evitar desafios vindos dos irmãos. Em 1479, preso com o irmão Albany no castelo de Edimburgo, ali morreu. A acusação era conspiração para arrebatar a coroa.
- 4 -  Davi (1454-1457) Conde de Morey.
- 5 - Joana, casada com James, conde ou Earl of Morton.
- 6 - Margarida, em 1478 noiva de Anthony Woodville (1442-1483), segundo conde ou Earl Rivers; filho de Jacquetta de Luxemburgo e Richard Woodville, viúvo de Lady Scales. Depois, com divórcio em 1520, casou com Guilherme ou William Crichton.
- 7 - bastardo, fulano, Duque de Berwick.
- 8 - filho, nascido e morto em 1450.
- 9 - Mary Stewart  (1451-1488).  Em 1467 (divórcio em 1473) casada com Thomas Boyd (morto em 1474), Conde ou Earl de Arran. Quando Maria de Gueldres morreu, a poderosa família Boyd se tornou conselheiros de James III e  tomou conta de sua pessoa. Tomás, este filho de Lord Boyd, casou com esta irmã do rei e foi peça chave para arranjar o do R. Em 1469 o Parlamento condenou os Boyd. Quando Tomas voltava com a esposa de Jaime, corria perigo de ser preso, como era um Boyd. Mary Stewart foi ao encontro do navio que os trazia e avvisou ao marido, e fugiram para a Dinamarca. Depois, em 1474, Mary Stewart casou com James (1415-1479) primeiro Lord Hamilton e dele teve dois filhos:

* A - Elizabeth Hamilton que se casou com Mateus ou Matthew Stewart (morto em 1513), segundo conde ou Earl of Lennox. Os Lennox permaneceram sempre em contacto estreito com o ramo Aubigny. Foram pais de John Stewart (morto em 1520), 3º conde de Lennox, avô de Henrique Stuart, Lord Darnley, segundo marido da Rainha Maria Stuart.
* B - James Hamilton (1475-1529) primeiro conde ou earl of Arran. Negociou em 1503 o casamento de James IV da Escócia com Margarida Tudor, filha de Henrique VII, sendo então feito conde. Preso em 1507, confiaram-lhe em 1513 o comando de uma expedição naval contra a Inglaterra, mas falhou. Ao retornar, encontrou o rival, Angus, casado com a Rainha viúva e se uniu ao partido de seu tio Alexander Stewart, duque de Albany. Presidiu o conselho da regência de 1517 a 1520. Seu filho, do mesmo nome:
* I - James Hamilton  (1515 ?-22 de janeiro de 1575) foi Regente da Escócia. Casou em 1532 com Margarida Douglas. Foi 2º conde ou Earl of Arran, Duque de Châtelherault. Morto Jaime V, era o herdeiro presuntivo do trono. Quando Maria Stuart subiu ao trono, tornou-se protetor do Reino. Arranjou o casamento de Maria com o príncipe Eduardo de Gales, futuro Eduardo VI, e depois, subitamente, tomou o partido francês, repudiou o inglês e o protestantismo. Concordou, depois de resistência, em dividir a regência com Maria de Guise. Em 1559 se uniu aos Lords da Congregação e se tornou um dos governadores provisórios do Reino. Exilado de 1564 a 1569, em sua abdicação Maria Stuart o nomeou um dos regentes de seu filho Jaime VI e voltou à Escócia apoiar a causa da Rainha. Em 1573 admitiu a autoridade de James e depôs as armas.